# Patrick Hoguet
Patrick Hoguet, né le 23 mai 1940 à Montmirail (Sarthe) et mort le 27 février 2021 à Nogent-le-Rotrou, est un homme politique français.

## Biographie
Patrick Hoguet est le fils de Michel Hoguet, initiateur de la loi de 1970 relative aux immeubles et fonds de commerces.
Il est député UDF puis UMP de la 3e circonscription d'Eure-et-Loir, de 1993 à 1997 puis de 2002 à 2003 (démission d'office sur décision du Conseil constitutionnel).
Il est aussi conseiller général pour le canton de Nogent-le-Rotrou.

## Ouvrages
- 2013 : Paul Deschanel. Au-delà de la chute du train. Vrai-faux entretien avec le président héraut de la République, éditions des Amis du Perche, Rémalard, 2013, 290 pages[3]  (ISBN 978-2-900122-99-0).
- 2017 : 1914-1918 - Les relations complexes entre l'autorité politique et les militaires, Actes du colloque du 3 octobre 2015 à Nogent-le-Rotrou (avec Fabienne Bock, Colonel Frédéric Guelton, Jean Garrigues et Jean Lebrun), éditions des Amis du Perche, Rémalard, 2017, 146 pages[4].